# 愛媛医療生活協同組合
愛媛医療生活協同組合（えひめいりょうせいかつきょうどうくみあい）は、愛媛県松山市に本部を置く医療・福祉生活協同組合である。略称、えひめ医療生協。
愛媛県内で医療機関･老人福祉施設などを展開している。経済困窮者に対しては、無料低額診療事業を行っている（愛媛生協病院･新居浜協立病院）。

## 組合員数・出資金
組合員数：45,949人(2024年11月30日現在)
出資金：9億4,973万7,320円(2024年11月30日現在)

## 事業所
60支部が存在。

### 医療施設
- 愛媛生協病院 - 愛媛県松山市来住町1091-1
- 新居浜協立病院 - 愛媛県新居浜市若水町1-7-45
- 城北診療所 - 愛媛県松山市姫原3丁目7-17
- 伊予診療所 - 愛媛県伊予市下吾川55-1
- 泉川診療所 - 愛媛県新居浜市瀬戸町1-2
- 生協宇摩診療所 - 愛媛県四国中央市寒川町2912-1

### 介護福祉施設
- たんぽぽ在宅ケアセンター - 愛媛県松山市来住町1091-1
- 高齢者福祉施設あったか拓南 - 愛媛県松山市中村3-1-1
- ごしき在宅ケアセンター - 愛媛県伊予市下吾川55-1
- 高齢者福祉施設ごしき - 愛媛県伊予市米湊736-3
- 協立在宅ケアセンター - 愛媛県新居浜市若水町1-7-45
- 高齢者福祉施設虹の家 - 愛媛県新居浜市若水町2-7-4

## 沿革
- 1953年 - 新居浜健康生活協同組合が設立。
- 1968年 - 伊予医療生活協同組合が設立。
- 1973年 - 中予医療生活協同組合が設立。
- 1981年 - 新居浜健康生活協同組合･中予医療生活協同組合･伊予医療生活協同組合が合併し「愛媛医療生活協同組合」が誕生。
- 2005年 - 介護施設を運営する法人として（株）「愛媛メディコープ」を設立。
- 2006年 - 四国医療事業協同組合に加盟。